# Maestro della Cappella di Santa Margherita a Crea
Il Maestro della Cappella di Santa Margherita a Crea o Maestro di Crea (fl. XV secolo) è stato un pittore italiano che tra il 1474 e il 1479 fu chiamato dal Marchese del Monferrato, Guglielmo VIII Paleologo, ad affrescare la cappella di Santa Margherita, nel Santuario della Madonna di Crea (sita nel Comune di Serralunga di Crea, Alessandria) e facente parte dell'omonimo Sacro Monte.

## La Cappella di Santa Margherita a Crea e l'identità dell'autore
La cappella raffigura a fresco, nella parete centrale, un trittico composto dalla Madonna col Bambino ed Angeli musicanti, affiancata da Santi; ai lati del trittico stanno i donatori Guglielmo VIII Paleologo e sua moglie Maria di Foix assieme alle figlie. Nell'esecuzione dei ritratti il Maestro di Crea si distingue per l'accuratezza con cui riesce a rendere il tratti fisiognomici e l'eleganza delle vesti della famiglia nobiliare; più affrettata l'esecuzione del paesaggio sullo sfondo.
Sulle pareti laterali il ciclo delle Passio di Santa Margherita di Antiochia: spiccano per vivacità narrativa le scene della prova del fuoco ed il supplizio dell'acqua bollente. Sulla vele della volta sono raffigurati i quattro Dottori della Chiesa assisi in meditazione sui loro scrittoi.
Dopo varie incertezze attributive (in favore di maestri di cultura lombarda e specialmente di Macrino d'Alba), gli affreschi sono oggi uniformemente ritenuti opera di un pittore il cui stile si collega agli esordi del pittore casalese Giovanni Martino Spanzotti. Più specificatamente, si ritiene di poter identificare il "Maestro di Crea" con Pietro Spanzotti, il padre di Martino, o più verosimilmente - come sostiene Giovanni Romano - con suo fratello Francesco.

### Galleria d'immagini della Cappella

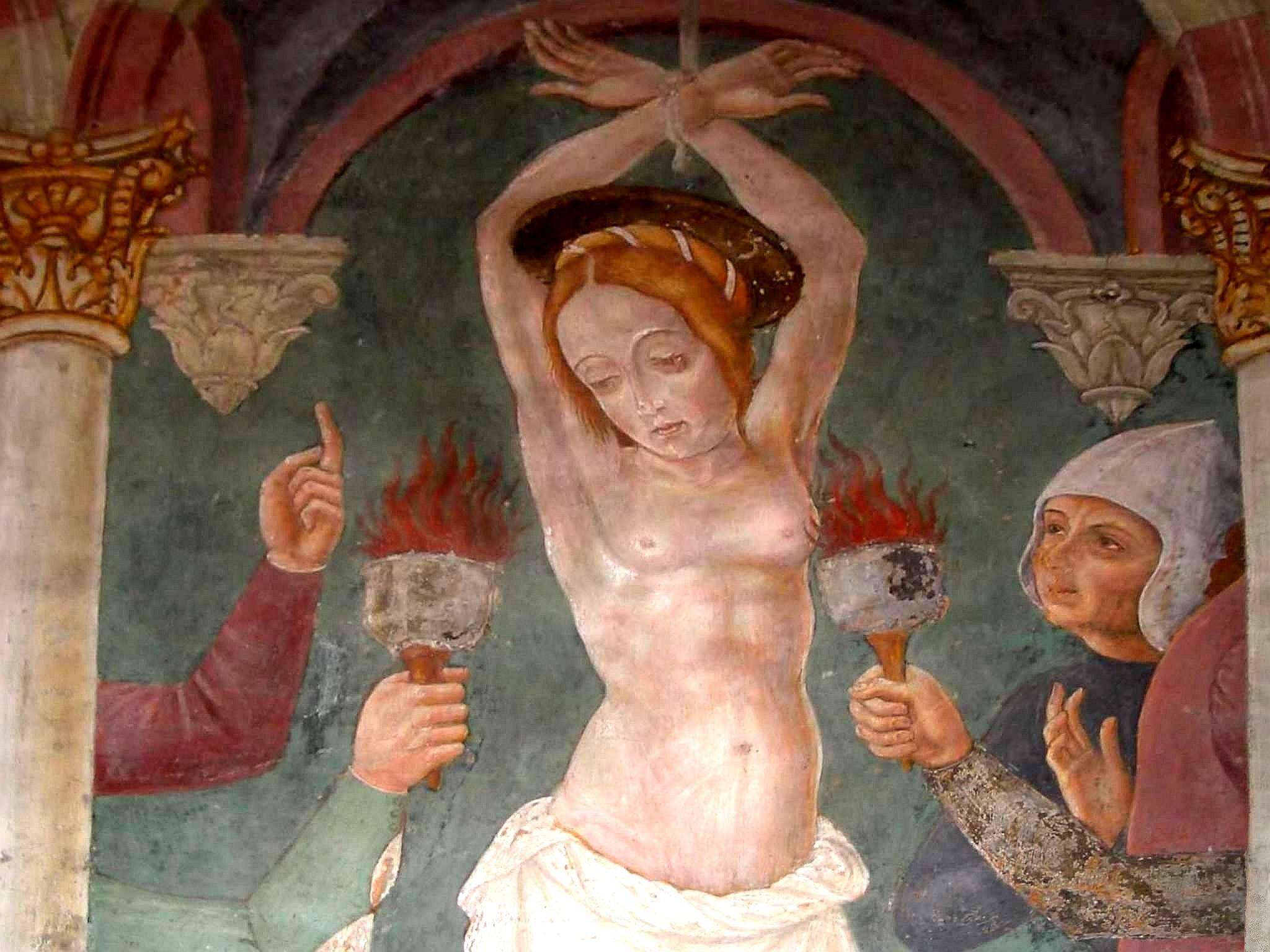
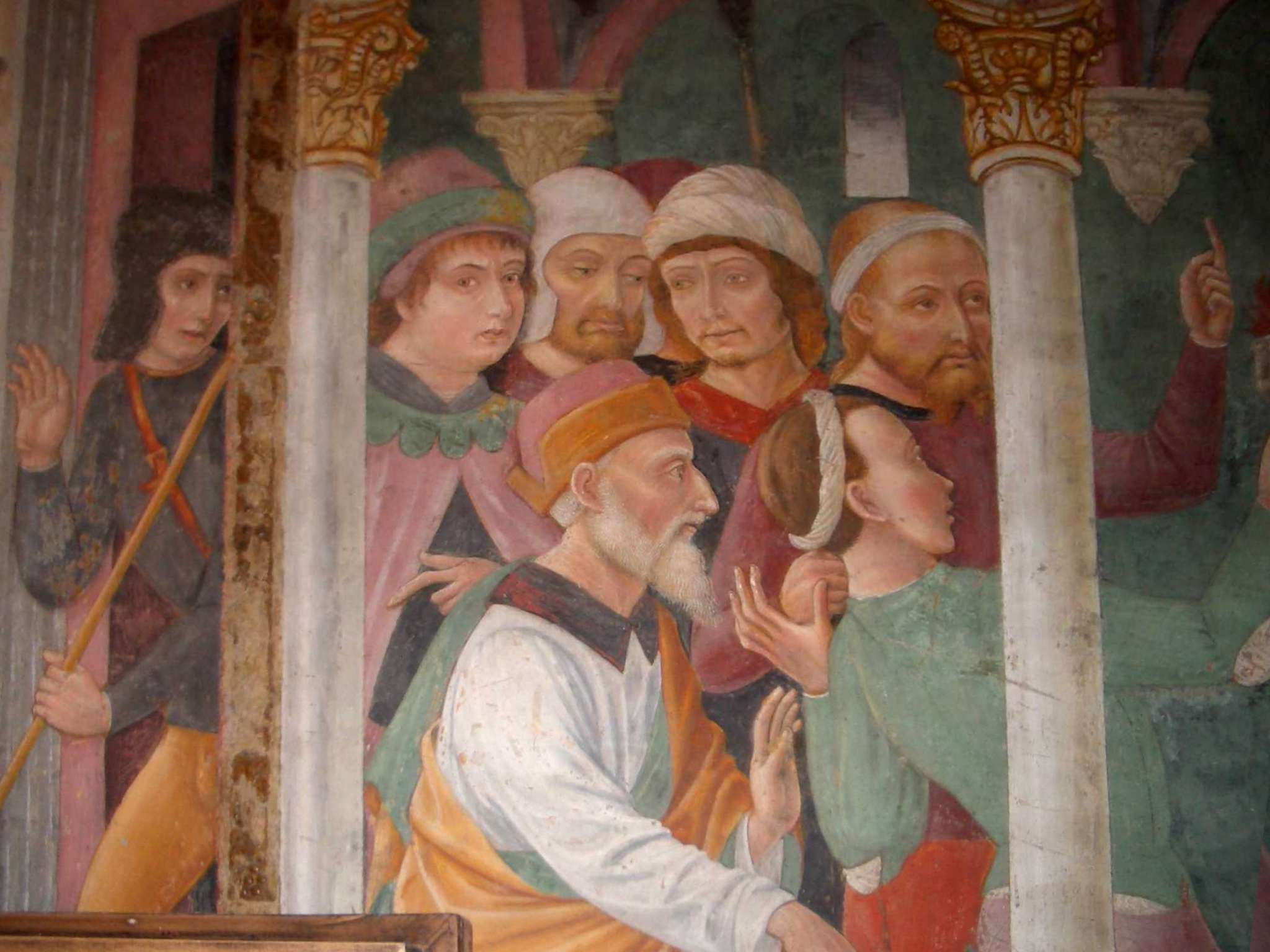
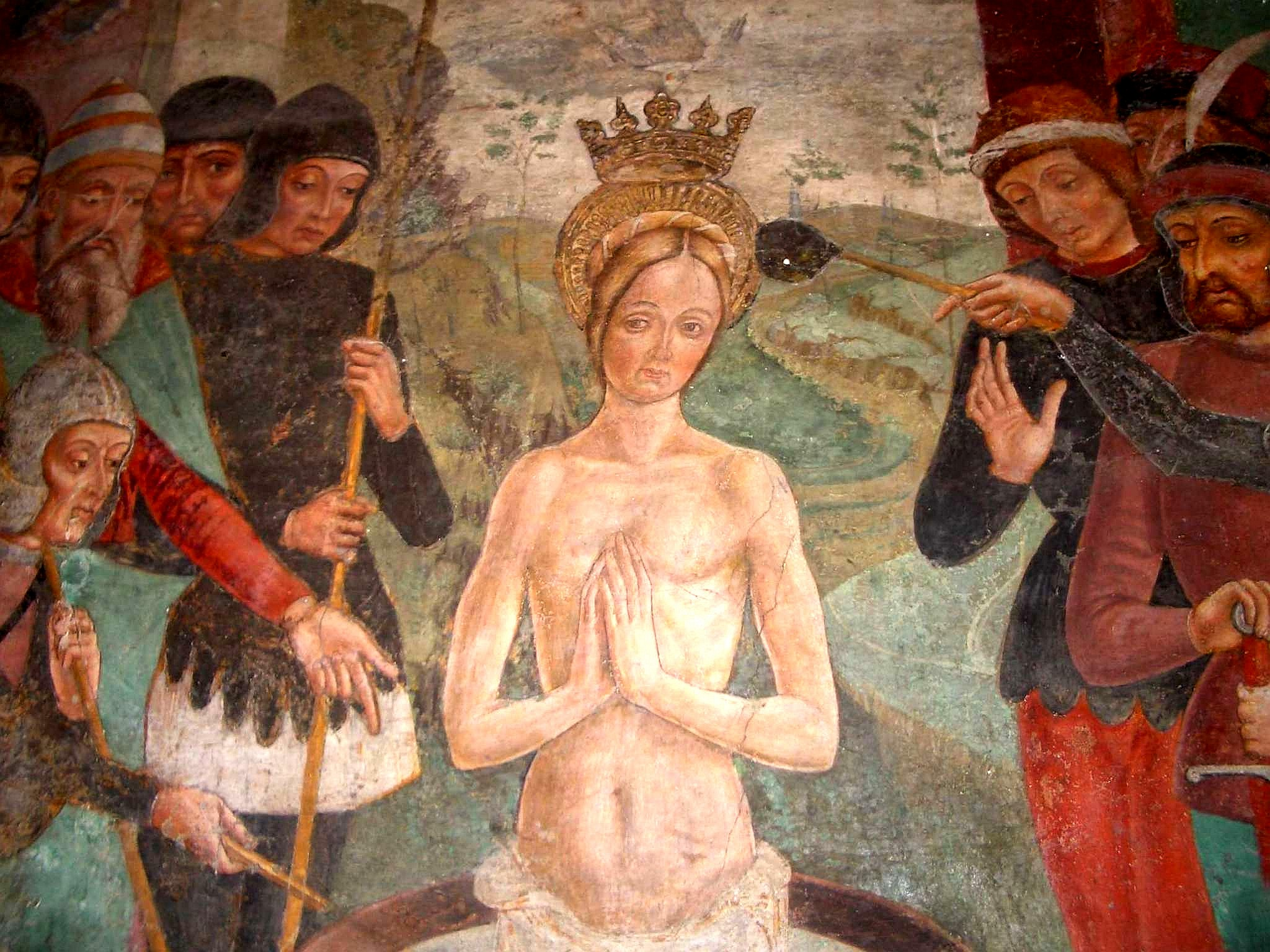

## Le opere del Maestro di Crea

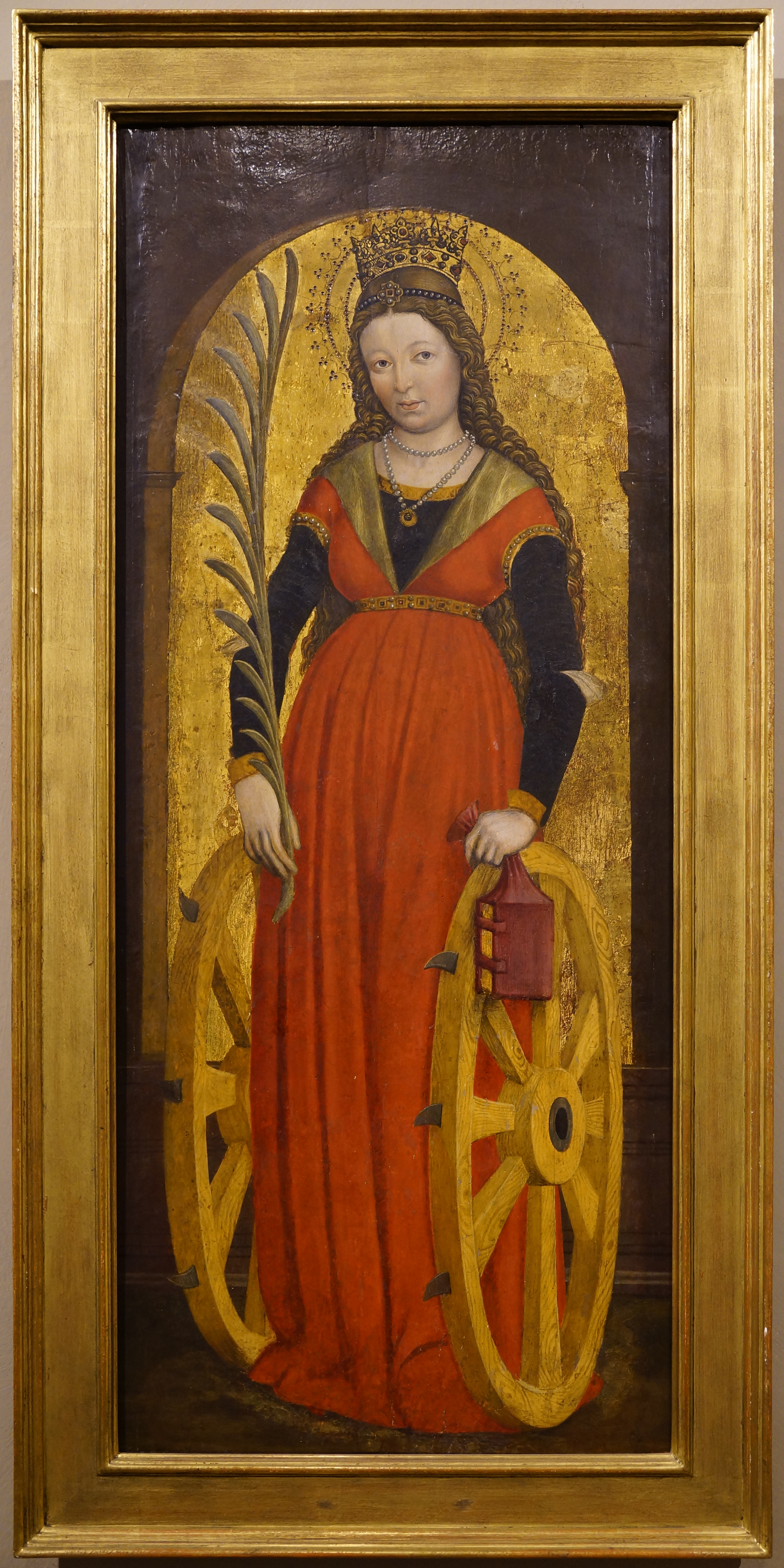
Caterina d'Alessandria, con palma e libro da cintura, tra due ruote di supplizio

Il catalogo del "Maestro di Crea" è andato arricchendosi di ulteriori proposte attributive diffusamente accettate dalla critica:
- una tavola con Santa Caterina di Alessandria, Museo civico d'arte antica di Torino a (Palazzo Madama);
- il Polittico di Marco Scarognino , Varallo, Pinacoteca Civica;
- la tavola  Adorazione del Bambino con S. Giovanni Battista e S. Domenico, Berlino, Gemäldegalerie;